# Бендесторф
Бендесторф (нем. Bendestorf) — община в Германии, в земле Нижняя Саксония.
Входит в состав района Харбург. Подчиняется управлению Естебург. Население составляет 2401 человек (на 31 декабря 2010 года). Занимает площадь 3,88 км².